# 比格福克 (蒙大拿州)
比格福克（英語：Bigfork）是位於美國蒙大拿州弗拉特黑德縣的普查規定居民點。

## 歷史
比格福克的郵局自1901年營運至今。

## 人口
根據2020年美國人口普查的數據，比格福克的面積為96.63平方千米，當中陸地面積為80.95平方千米，而水域面積為15.68平方千米。當地共有人口5118人，而人口密度為每平方千米52.96人。